# صابوغة نيوزيلاندية
صابوغة نيوزيلاندية (الاسم العلمي:Sprattus antipodum) (بالإنجليزية: New Zealand blueback sprat)‏ هي نوع من الأسماك تتبع جنس الصابوغة من فصيلة الرنكات.